# Novialoidea
Novialoidea (лат.) — клада птерозавров, живших с конца нижней юры до окончания мела (ранний тоарский — поздний маастрихский века). Их ископаемые остатки были найдены на всех континентах, кроме Антарктиды. 
Название дано Александром Келлнером в 2003 году на основе узлового таксона, состоящего из последнего общего предка  Campylognathoides, Quetzalcoatlus и всех их потомков. Название происходит от лат. novus — «новый» и ala — «крыло», со ссылкой на синапоморфию крыльев, присущую всем представителям клады. В 2003 году в том же номере журнала (Geological Society of London, Special Publications 217), где была напечатана статья Келлнера, посвящённая Novialoidea, палеонтолог Д. Анвин назвал Lonchognatha кладой птерозавров и определил её как Eudimorphodon ranzii, Rhamphorhynchus muensteri, их последнего общего предка и всех их потомков. Исходя из филогенетического анализа Анвина и Келлнера (где Eudimorphodon и Campylognathoides образовывали базальную группу по отношению к Rhamphorhynchus и Quetzalcoatlus), а также ввиду того, что Novialoidea была названа первой (на страницах 105—137, в то время как Lonchognatha была названа на страницах 139—190), Lonchognatha объективно является  младшим синонимом первого понятия. Тем не менее, другие анализы объявляют Lonchognatha валидным таксоном (Андрес и др., 2010 год) или синонимом птерозавров (Андрес, 2010 год).